# Adela
Adela je žensko osobno ime.
Javlja se i u oblicima Adelaida, Alica, Alisa, Alicija.

## Oblici na drugim jezicima
- češki: Adéla, Adelaida
- engleski: Alice
- esperanto: Alico
- finski: Aliisa
- francuski: Alice, Alix
- grčki: Αλίκη
- japanski: Arisu
- mađarski: Aliz
- nizozemski: Alice
- njemački: Alice
- poljski: Adela
- rumunjski: Alis
- ruski: Алиса
- slovački: Alica
- slovenski: Alica
- španjolski: Alicia
- švedski: Alice
- talijanski: Alice, Alicia/muški oblik: Alicio

## Etimologija
Dolazi od starog germanskog imena Athalhaid (od kojeg dolazi i Adelaide), koje je preko starofrancuskog Aalis, Alis došlo u današnji oblik. 
Postoji druga pretpostavka po kojoj oblik Alica dolazi od grčkog Αλική, "rodbina moru" odnosno "morsko stvorenje".

## Sveci i blaženici
- sveta Adela od La Cambrea, umrla 13. lipnja 1250.
- sveta Adela od Vilicha, spomendan je 5. veljače
- Adela Normanska, princeza i grofica
- blažena Adela Kotowska, žrtva progona u Poljskoj, spomendan joj je 11. studenoga